# 뒤회색질기둥
뒤회색질기둥(posterior grey column, 후회백주, 뒤기둥, 후주) 또는 뒷뿔(posterior cornu, dorsal horn, spinal dorsal horn, posterior horn) 또는 감각뿔(sensory horn)은 척수의 세 개의 회색질기둥(grey column, 회백주) 중 하나이다. 이는 척수의 측면 절반에 뚜렷하게 나타나는 등측면 방향의 회백질 능선이다. 횡단면에서 볼 때 뒤뿔(posterior horn, 후각) 또는 등뿔(dorsal horn, 배각)이라고 불린다.
뒤쪽 기둥에는 2차 감각 뉴런의 세포체와 유사단극성 1차 감각 뉴런(세포체가 감각 신경절(일명 등근 신경절) 내에 위치함)과의 시냅스가 포함되어 있다. 이는 피부, 뼈, 관절의 수용체로부터 신체 부위(미세한 촉각, 고유 감각 및 진동 포함)로부터 여러 유형의 감각 정보를 수신한다.

## 같이 보기
- 등쪽기둥–안쪽섬유띠 경로 (dorsal column–medial lemniscus pathway, DCML)
- Ia형 감각 신경섬유
- 회색질기둥(grey column)
- 앞회색질기둥 (anterior grey column)
- 가쪽회색질기둥 (lateral grey column, 측회백주)